# Church Hill (Tennessee)
Church Hill és una població dels Estats Units a l'estat de Tennessee. Segons el cens del 2000 tenia 5.916 habitants.

## Demografia
Segons el cens del 2000, Church Hill tenia 5.916 habitants, 2.482 habitatges, i 1.772 famílies. La densitat de població era de 256,9 habitants/km².
Dels 2.482 habitatges en un 29,2% hi vivien nens de menys de 18 anys, en un 59,5% hi vivien parelles casades, en un 9,9% dones solteres, i en un 28,6% no eren unitats familiars. En el 25,5% dels habitatges hi vivien persones soles el 9,1% de les quals corresponia a persones de 65 anys o més que vivien soles. El nombre mitjà de persones vivint en cada habitatge era de 2,34 i el nombre mitjà de persones que vivien en cada família era de 2,78.
Per edats la població es repartia de la següent manera: un 21,4% tenia menys de 18 anys, un 6,5% entre 18 i 24, un 30,2% entre 25 i 44, un 26,9% de 45 a 60 i un 15% 65 anys o més.
L'edat mediana era de 39 anys. Per cada 100 dones de 18 o més anys hi havia 85,7 homes.
La renda mediana per habitatge era de 36.563 $ i la renda mediana per família de 43.423 $. Els homes tenien una renda mediana de 32.305 $ mentre que les dones 25.010 $. La renda per capita de la població era de 19.656 $. Entorn del 10% de les famílies i el 12% de la població estaven per davall del llindar de pobresa.

## Poblacions més properes
El següent diagrama mostra les poblacions més properes.